# Nikołaj Arabow
Nikołaj Arabow, bułg. Николай Арабов (ur. 14 listopada 1953 w Sliwenie) – bułgarski piłkarz występujący na pozycji obrońcy.

## Kariera
Nikołaj Arabow w OFK Sliwen 2000 zadebiutował w 1971 roku. W tym klubie grał przeszło przez 15 lat i zagrał w ponad 300 spotkaniach. W 1986 roku zagrał na mistrzostwach świata w Meksyku. Po zakończeniu kariery zawodniczej został trenerem piłkarskim. Prowadził albańskie kluby:  SK Tirana, Partizani Tirana oraz Flamurtari Wlora.